# Muzeum Agatów i Skamieniałych Drzew w Dąbrowie Tarnowskiej
Muzeum Agatów i Skamieniałych Drzew „Galeria Poloński” w Dąbrowie Tarnowskiej – prywatne muzeum z siedzibą w Dąbrowie Tarnowskiej. Placówka jest przedsięwzięciem Krzysztofa Polońskiego.
Muzeum zostało otwarte w listopadzie 2005 roku. W jego zbiorach znajdują się okazy:
- agatów, pochodzących zarówno z terenów Polski (Płóczki Górne, Nowy Kościół, Sokołowiec, Różana, Proboszczów, Lubiechowa, Regulice, Rudno), jak i z zagranicy (Argentyna, Botswana, Czechy, Maroko, Niemcy)
- skamieniałych (skrzemieniałych) drzew, pochodzących z Roztocza oraz Śląska Opolskiego, a także z Czech, Madagaskaru i Stanów Zjednoczonych[1].

Przed budynkiem muzeum znajduje się największy w Polsce okaz czarnego dębu „Rob – Krzysz”, znaleziony w 2003 roku w okolicy Dąbrowy Tarnowskiej. Fragment ma 2 metry średnicy i 6 metrów obwodu.
Muzeum jest czynne codziennie, zwiedzanie wymaga uprzedniej rezerwacji. Oprócz działalności wystawienniczej, placówka prowadzi również sprzedaż minerałów.
Właściciel muzeum – Krzysztof Poloński – w 2005 roku został uhonorowany odznaką „Zasłużony Działacz Kultury”.